# 氷河作用
氷河作用（ひょうがさよう、glaciation）とは、氷河地形を形成する地形プロセスのことをさす。

## 解説
氷河は侵食（氷食）・運搬・堆積などの作用を持ち、これらが氷河地形を作る。氷河の移動の際に基底や側壁を強く研磨することにより侵食され、氷河の中に取込まれた岩石の破片も侵食を行い、基底や側壁に擦痕を作る。氷食によって取込まれた岩層は下流に運ばれ（運搬）、運搬作用の弱い部分で堆積することにより、モレーンまた、氷河の融解する末端については終堆石を作る。これらが氷河作用の基本的な動きである。これらの作用により氷期に氷河が広がっていた高緯度地域には氷河地形が残っている。
この作用は氷河の種類によって動き方が少し異なるケースがある。標高が高い地域のため万年雪ができ形成された氷河、所謂山岳氷河は傾斜地に発達するため、傾斜により侵食する営力が強くなる。また、雪線の高度が低いことから大陸の広範囲に形成される氷河、所謂大陸氷河（氷床）は地表付近の融解水により侵食・運搬の速度が速くなっている。
2012年には、直近の氷河時代である第四紀氷河時代の氷河作用が、気候が氷河の広がりにほぼ線形的な影響を及ぼすシステムから、気候の小さな変化が大規模な氷河拡大をもたらしうるシステムへと変化させたことがわかった。